# Idol: The Coup
Idol: The Coup (en hangul, 아이돌: 더 쿠데타; RR :  Aidol: Deo Kudeta ) es una serie de televisión surcoreana de 2021, dirigida por Noh Jong-chan e interpretada por Hani, Kwak Si-yang, Kim Min-kyu, Exy, Solbin y Han So-eun. Consta de doce episodios, y se emite desde el 8 de noviembre de 2021 por el canal JTBC, los lunes y martes a las 23:00 (hora local coreana)

## Sinopsis
Idol: The Coup fue escrito con la intención de mostrar de forma realista el mundo de un grupo de ídolos, y una guía muy especial para aquellos jóvenes que no pueden separarse de sus sueños fallidos. Cuenta el momento de crisis de un grupo de ídolos impopular, que parece a punto de disolverse. Jenna es la líder del grupo Cotton Candy, que aunque tuvo un debut favorable, no ha logrado atraer la atención del público desde entonces. Jenna intenta por todos los medios sacar adelante al grupo, pero las demás componentes parecen estar contando las horas que quedan para que finalice su contrato, sin molestarse en hacer planes reales para sus vidas después.

## Reparto
- Hani como Jenna (Kim Jen-na). Con habilidades de composición y producción, es la líder de Cotton Candy, un grupo femenino de K-pop en un momento difícil. Aunque los demás piensan que la aventura ha llegado a su fin, Jenna sigue luchando.[3]
- Kwak Si-yang como Cha Jae-hyeok, director ejecutivo de Starpeace Entertainment. Un emprendedor nato, que piensa en los artistas como mercancía que hay que desechar si no tiene valor. Cuando llega a la agencia, empieza a rescindir contratos con artistas improductivos, y su primer objetivo es Cotton Candy.[3]
- Kim Min-kyu como Jihan (Seo Ji-han), líder y cantante principal del grupo masculino de K-pop Mars. De gran talento, parece nacido para convertirse en ídolo. Se siente solidario con Jenna y Cotton Candy, pues ha vivido sus mismas dificultades. Sin embargo, surge una situación en la que tal vez tenga que traicionar esta solidaridad por el bien de su propio grupo.[3][4][5]
- Exy como El (Kang Yoo-ri), la cantante principal del grupo Cotton Candy. De personalidad fría y realista, ha visto con frustración cómo el grupo que abandonó para unirse a Cotton Candy ha tenido éxito; se siente desesperada más que nadie en Cotton Candy y elige un camino que no debería tomar.[3]
- Solbin como Hyunji (Oh Hyeon-ji), bailarina y rapera principal del grupo. La más joven del grupo, es una persona directa y franca, a la que le cuesta aceptar la difícil situación en que se hallan, pero mucho más ver cómo Jenna se rebaja con tal de mantenerlo.[3]
- Han So-eun como Stella, el centro visual del grupo. Es la hermana mayor del grupo, sensible, delicada y de buen corazón, marcada por una adolescencia difícil por causa de su familia.[3][6]
- Green como Chaea, bailarina principal del grupo. Sus padres son actores famosos, y su hermana gemela está en vías de serlo, pero ella siente que no está a la altura, no destaca en nada, hasta el punto de que no sabe por qué la eligieron como miembro del grupo.[3]
- Kang Jae-joon como Jin Doo-ho, exrepresentante de Cotton Candy.
- Jo Joon-young como Ray (Han Seon-woo), miembro de Mars, sobresaliente tanto cantando como bailando.[4]
- Hong Eunki como Yul (Kim Yool), miembro de Mars, un chico dulce, bailarín del grupo y muy activo manteniendo la comunicación con los fanes.[4]
- Lee Eun-sang como Dan (Park Eun-dan), miembro de Mars.[4]
- Baek Seo-hoo como Tae-young, miembro de Mars, una persona molesta dentro del equipo.[4]
- Jung Woog-in como Ma Jin-woo, el fundador y antiguo CEO de Starpeace Entertainment.[7]
- Lee You-jin como Piyon, un genio de la producción que forma parte de Starpeace Entertainment y cuyas excelentes habilidades de composición son la envidia de todos.[8]
- Ahn Se-ha como Yoon Se-yeol, director general de Starpeace Entertainment, que también cree que lo mejor es desmantelar lo antes posible el grupo Cotton Candy.[9]
- Kim Ji-in como So-yeon.[10]

## Banda sonora original
| Parte | Publicación             | N.º | Título                                   | Letra                                       | Música                                                                                       | Artista                                             | Duración | Ref.          |
| ----- | ----------------------- | --- | ---------------------------------------- | ------------------------------------------- | -------------------------------------------------------------------------------------------- | --------------------------------------------------- | -------- | ------------- |
| 1     | 8 de noviembre de 2021  | 1   | Home                                     | JADE.J, BIG Naughty                         | Raiden, BIG Naughty, ØZI, Matisse & Sadko, Sibel Redzep, Konstantin Zandelin, Sofia Karlberg | Big Naughty (Seo Dong-hyun), Exy, Raiden            | 6:40     | [ 11 ]        |
| 1     | 8 de noviembre de 2021  | 2   | Paradise                                 | June One                                    | Dave Villa, Sydney Paige Cubit, Livy Jeanne, Yultron                                         | Soyou                                               | 6:40     | [ 11 ]        |
| 2     | 15 de noviembre de 2021 | 1   | Honest                                   | Daisy King                                  | Dave Villa, Sydney Paige Cubit, Livy Jeanne                                                  | Cotton Candy                                        | 13:48    | [ 12 ]        |
| 2     | 15 de noviembre de 2021 | 2   | Bloom                                    | JADE.J, 차차, June One                      | June One                                                                                     | Exy                                                 | 13:48    | [ 12 ]        |
| 2     | 15 de noviembre de 2021 | 3   | Talking to the Moon                      | JADE.J, Daisy King                          | DAVII                                                                                        | Kim Min-kyu, Hani                                   | 13:48    | [ 12 ]        |
| 2     | 15 de noviembre de 2021 | 4   | 울어도 좋아 (You Can Cry)                | 얼드레인 (ALDrain)                          | E.Gen (이젠)                                                                                 | Cheon Ji-won                                        | 13:48    | [ 12 ]        |
| 3     | 22 de noviembre de 2021 | 1   | 가끔은 말야 (Sometimes)                  | 얼드레인, 라엘 (Ra.L)                       | 라엘(Ra.L)                                                                                   | Hani                                                | 11:05    | [ 13 ]        |
| 3     | 22 de noviembre de 2021 | 2   | Talking to the Moon                      | JADE.J, Daisy King                          | DAVII                                                                                        | Kim Min-kyu                                         | 11:05    | [ 13 ]        |
| 3     | 22 de noviembre de 2021 | 3   | Fly Up                                   | 얼드레인, 회장님, 퀸 와사비 (Queen WA$ABII) | 얼드레인, 회장님, AVOKID (에이보키드), nomasgood                                             | 퀸 와사비 Queen WA$ABII                             | 11:05    | [ 13 ]        |
| 4     | 29 de noviembre de 2021 | 1   | You Are My Star                          | 얼드레인, 회장님, U-LU                      | 얼드레인, 회장님, U-LU                                                                       | Kim Woo-sung                                        | 16:22    | [ 14 ]        |
| 4     | 29 de noviembre de 2021 | 2   | Pray                                     | 얼드레인, 회장님                            | 얼드레인, 회장님, 이다빈                                                                     | Ga-eun                                              | 16:22    | [ 14 ]        |
| 4     | 29 de noviembre de 2021 | 3   | A Better Day                             | 센티멘탈 시너리                             | 센티멘탈 시너리                                                                              | 센티멘탈 시너리(Sentimental Scenery) (feat. 류상도) | 16:22    | [ 14 ]        |
| 4     | 29 de noviembre de 2021 | 4   | Again                                    | Hodge, 얼드레인                             | 회장님, Hodge, 김현준                                                                        | Hodge                                               | 16:22    | [ 14 ]        |
| 5     | 6 de diciembre de 2021  | 1   | With Light:We Rise                       | June One                                    | June One, Nino Lucarelli                                                                     | Cotton Candy                                        | 15:09    | [ 15 ]        |
| 5     | 6 de diciembre de 2021  | 2   | Remember Me                              | Hwang In-woo, Kim Tae-hoon, Ra.L            | Hwang In-woo, Kim Tae-hoon, Ra.L                                                             | Ra.L                                                | 15:09    | [ 15 ]        |
| 5     | 6 de diciembre de 2021  | 3   | Always                                   | XLMT (ARTMATIC), nomasgood, Earl Drain      | nomasgood, XLMT (ARTMATIC)                                                                   | Herina                                              | 15:09    | [ 15 ]        |
| 5     | 6 de diciembre de 2021  | 4   | Cause your love                          | 회장님, 얼드레인                            | 회장님, 얼드레인                                                                             | Hanna                                               | 15:09    | [ 15 ]        |
| 6     | 13 de diciembre de 2021 | 1   | Finale (피날레)                          |                                             |                                                                                              | Cotton Candy                                        | 12:44    | [ 16 ] [ 17 ] |
| 6     | 13 de diciembre de 2021 | 2   | To U                                     |                                             |                                                                                              | Lee Eun-sang                                        | 12:44    | [ 16 ] [ 17 ] |
| 6     | 13 de diciembre de 2021 | 3   | To U                                     |                                             |                                                                                              | Kim Min-gyu, Jo Joon-young                          | 12:44    | [ 16 ] [ 17 ] |
| 6     | 13 de diciembre de 2021 | 4   | Tonight feat. Green)오늘 밤 (feat. 그린) |                                             |                                                                                              | Lee Eun-sang, Kim Min-gyu, Hong Eun-ki              | 12:44    | [ 16 ] [ 17 ] |

## Producción
La serie se presentó el mismo día de emisión de su primer capítulo, el 8 de noviembre de 2021. La presentación se hizo en línea como medida de protección contra la pandemia de COVID-19.

## Recepción

### Índices de audiencia
La serie recibió críticas positivas tanto por la historia como por las interpretaciones, además de contar con un reparto de estrellas, pero a pesar de ello no logró alcanzar el 1 % de cuota de pantalla. Se ha señalado como posible causa de ello el horario: se emitió a las 23:00 (hora local coreana), mucho más tarde que los horarios habituales para las series, lo cual la pudo penalizar teniendo en cuenta además que estaba dirigida a una audiencia joven. Otra razón que se adujo fue que en general los dramas de ídolos en Corea del Sur no han sido nunca muy apreciados por el público.
| Ep. | Fecha original de emisión | Índice de audiencia | Ref.   |
| --- | ------------------------- | ------------------- | ------ |
| 1   | 8 de noviembre de 2021    | 0,751 %             | [ 20 ] |
| 2   | 9 de noviembre de 2021    | 0,648 %             | [ 20 ] |
| 3   | 15 de noviembre de 2021   | 0,656 %             | [ 20 ] |
| 4   | 16 de noviembre de 2021   | 0,562 %             | [ 21 ] |
| 5   | 22 de noviembre de 2021   | 0,504 %             | [ 21 ] |
| 6   | 23 de noviembre de 2021   | 0,686 %             | [ 22 ] |
| 7   | 29 de noviembre de 2021   | 0,354 %             | [ 22 ] |
| 8   | 30 de noviembre de 2021   | 0,751 %             | [ 23 ] |
| 9   | 6 de diciembre de 2021    | 0,699 %             |        |
| 10  | 7 de diciembre de 2021    | 0,437 %             |        |
| 11  | 13 de diciembre de 2021   | 0,584 %             |        |
| 12  | 14 de diciembre de 2021   | 0,584 %             |        |

### Crítica
Según señala William Schwartz (HanCinema), «IDOL: The Coup está en un lugar extraño tonalmente. A pesar de que el primer episodio duró casi noventa minutos, el guionista Jeong Yoon-jeong claramente espera que el espectador ya sepa cómo funcionan los grupos de ídolos. No todos son grandes éxitos». La serie no es «un programa soleado y optimista sobre la vida de los ídolos», a pesar de que incluye múltiples secuencias musicales, y tampoco resulta como una crítica de ese mundo, pues «ni el comercialismo de la cultura musical ni el sistema de estudio que entrena a nuevos ídolos se abordan directamente».